# Christiaan Pieter Gunning

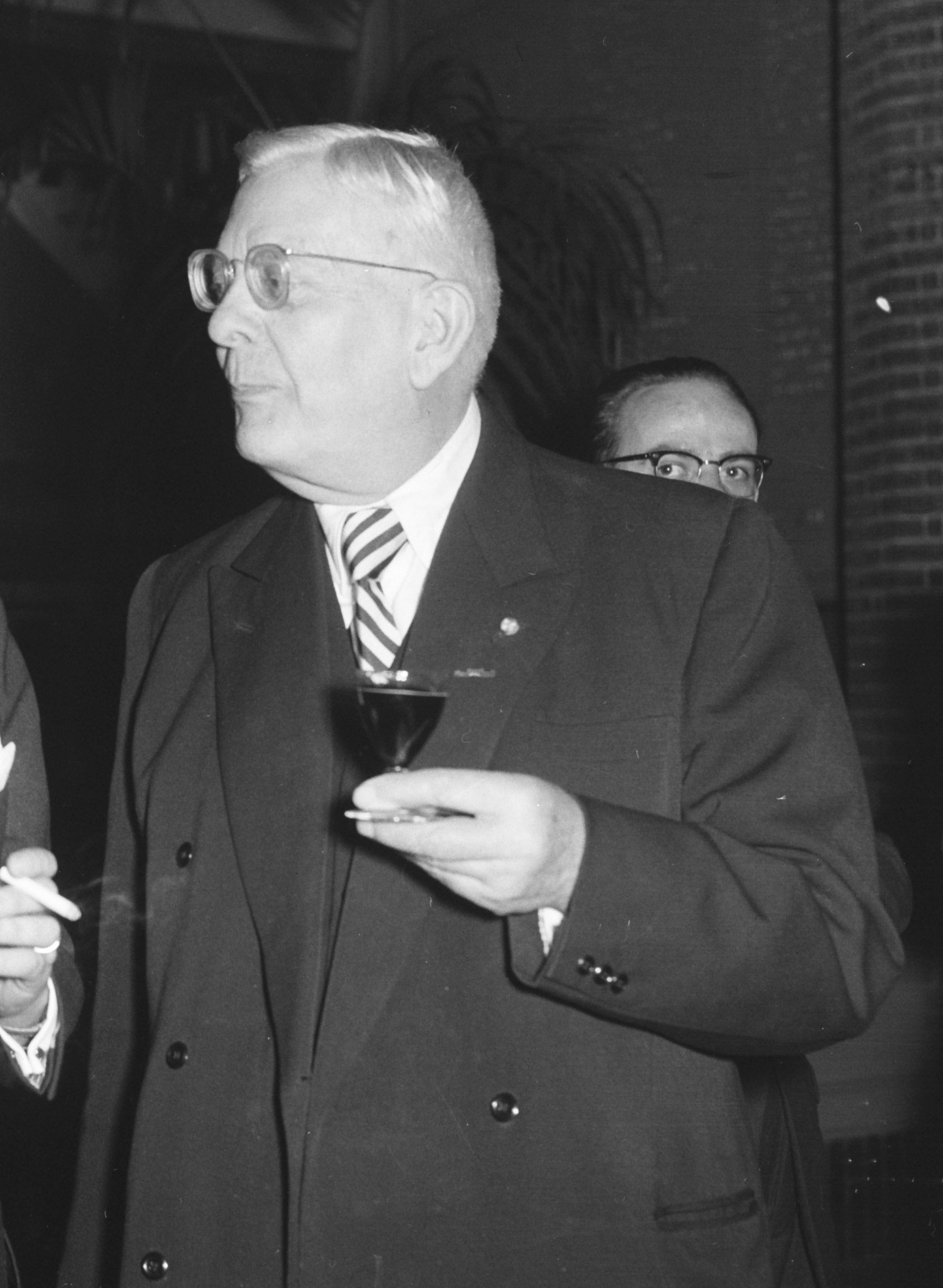
C. P. Gunning, veertig jarig jubileum in 1957

Christiaan Pieter Gunning (Utrecht, 12 oktober 1886 - Amsterdam, 16 juni 1960) was een Nederlands pedagoog en classicus.  Hij promoveerde aan de Universiteit van Amsterdam tot doctor in de klassieke letteren in 1915.

## Leven
C.P. Gunning was een lid van de familie Gunning en een zoon van classicus Johannes Hermanus Gunning Wzn. (1859-1951) en Cecilia van Eeghen (1858-1899). Hij was al vroeg halfwees. Hij trouwde in 1911 met Sara Elisabeth Lulofs (1884-1977).
Hij kreeg een internationale opleiding met opleidingen in Nederland, Duitsland (Jena) en Engeland om de vijfjarige Hogereburgerschool in Amsterdam af te ronden. Kort daarop volgende het staatsexamen A en ving een studie klassieke taal en letteren aan. In 1915 promoveerde hij met "Dissertatio inauguralis de sophistis Graeciae praeceptoribus". Ondertussen was hij al leraar aan het Nederlandsch Lyceum in Den Haag. 
Hij was oprichter en de eerste rector (directeur) van het Amsterdams Lyceum (1917-1952), dat als school lange tijd ook wel werd aangeduid als "Gunning".  Toen in september/oktober 1941 door de Duitse bezetters de joodse leerlingen van niet-joodse scholen werden weggestuurd, organiseerde hij een demonstratieve afscheidsbijeenkomst met het motto "Vaart Wel". Hij werd daarop gearresteerd en naar het concentratiekamp bij Amersfoort gestuurd.
Voorts is Gunning voorzitter geweest van de Hervormde Raad voor Kerk en Gezin en van de Wereld Federalisten Beweging Nederland. Andere bemoeienissen had hij met het Nederlands Jeugdleiders Instituut (voorzitter), Amsterdamse Padvinderij (bestuurslid), Nutsseminarium voor Pedagogiek en Nutsinstituut voor Volksontwikkeling. In zijn jonge jaren was hij fervent roeier bij ASR Nereus; hij won er in 1909 en 1910 de Varsity mee.
Gunning overleed plotseling; hij was net gecommitteerde bij het eindexamen van het Amsterdams Lyceum geweest. Hij werd begraven op Zorgvlied.